# Ioan Vieru
Ioan Lucian Vieru (ur. 4 stycznia 1979) – rumuński lekkoatleta, sprinter.

## Osiągnięcia
- brązowy medal  Halowych Mistrzostw Europy (Bieg na 400 m, Wiedeń 2002)
- brąz podczas Halowych Mistrzostw Europy (Bieg na 400 m, Turyn 2009)
- reprezentant kraju w zawodach pucharu Europy i innych międzynarodowych zawodach lekkoatletycznych
- medalista mistrzostw krajów bałkańskich
- wielokrotny mistrz i rekordzista Rumunii

Vieru odbył dwuletnią karę dyskwalifikacji za stosowanie niedozwolonego środka dopingowego – stanozololu (6.3.2004 - 5.3.2006)

## Rekordy życiowe
- Bieg na 400 metrów – 45,60 (2006) rekord Rumunii
- Bieg na 200 metrów (hala) – 20,94 (2004) rekord Rumunii
- Bieg na 400 metrów (hala) – 45,94 (2002) rekord Rumunii

Vieru jest także współautorem rekordów Rumunii w sztafecie 4 x 400 metrów, na stadionie (3:04,23, 2006) oraz w hali (3:10,75, 2007).